# Gotta Be Somebody
"Gotta Be Somebody" é o primeiro single do sexto álbum de estúdio da banda americana Nickelback, Dark Horse. Originalmente, o primeiro single do álbum seria "If Today Was Your Last Day", mas foi para substituído por "Gotta Be Somebody". A canção foi lançada digitalmente em todos os formatos em 29 de setembro de 2008. Nesse dia, foi disponibilizada para download gratuito por 24 horas apenas em estações de rádio participantes e no site oficial da banda; depois, foi lançada para download digital pago em 30 de setembro de 2008.

## Faixas
CD Single
1. "Gotta Be Somebody" [edição para rádio] - 3:59
2. "Saturday Night's Alright For Fighting" - 3:42

## Paradas musicais
| Parada (2008)                           | Melhor posição |
| --------------------------------------- | -------------- |
| Australian ARIA Singles Chart           | 14             |
| Canadian Hot 100                        | 4              |
| Japan Hot 100 Singles                   | 36             |
| UK Singles Chart                        | 20             |
| Billboard Hot 100                       | 10             |
| Billboard Hot Adult Contemporary Tracks | 18             |
| Billboard Hot Adult Top 40 Tracks       | 1              |
| Billboard Hot Mainstream Rock Tracks    | 9              |
| Billboard Hot Modern Rock Tracks        | 10             |
| Billboard Pop 100                       | 16             |
| RIANZ Singles Chart                     | 24             |
| Swedish Singles Chart                   | 6              |
| German Singles Chart                    | 6              |
| Belgian Singles Chart                   | 46             |
| Dutch Top 40                            | 18             |